# Mutter Kinzig

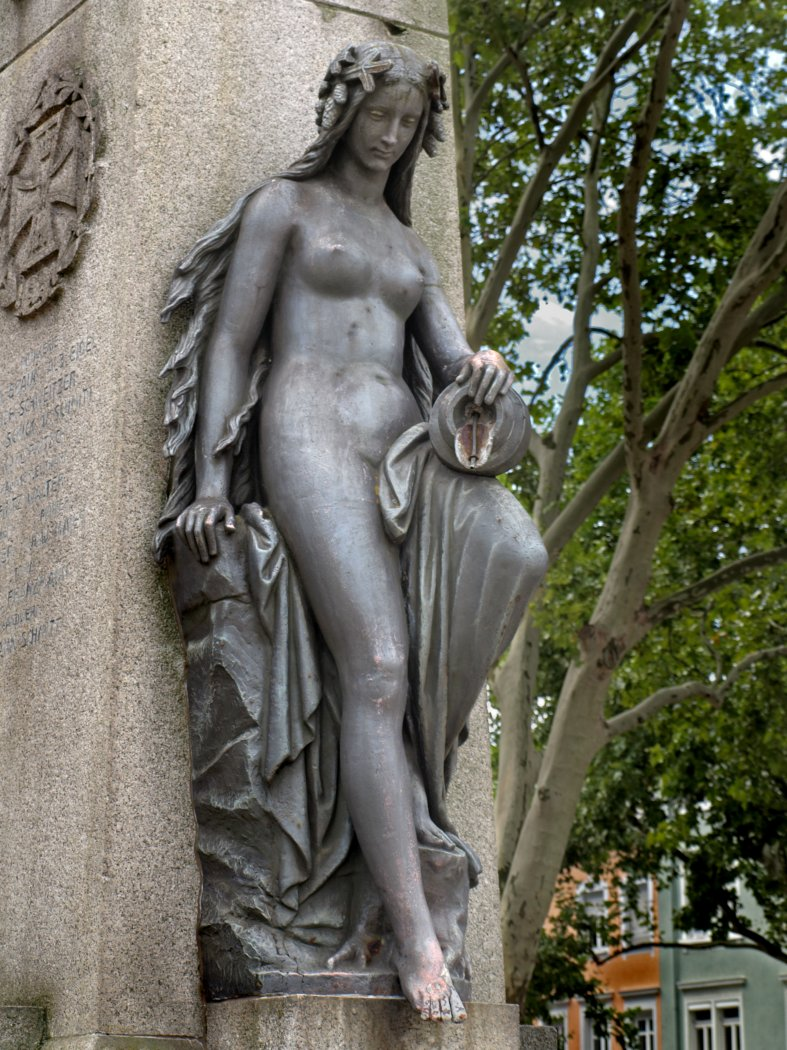
Mutter Kinzig von Franz Xaver Reich

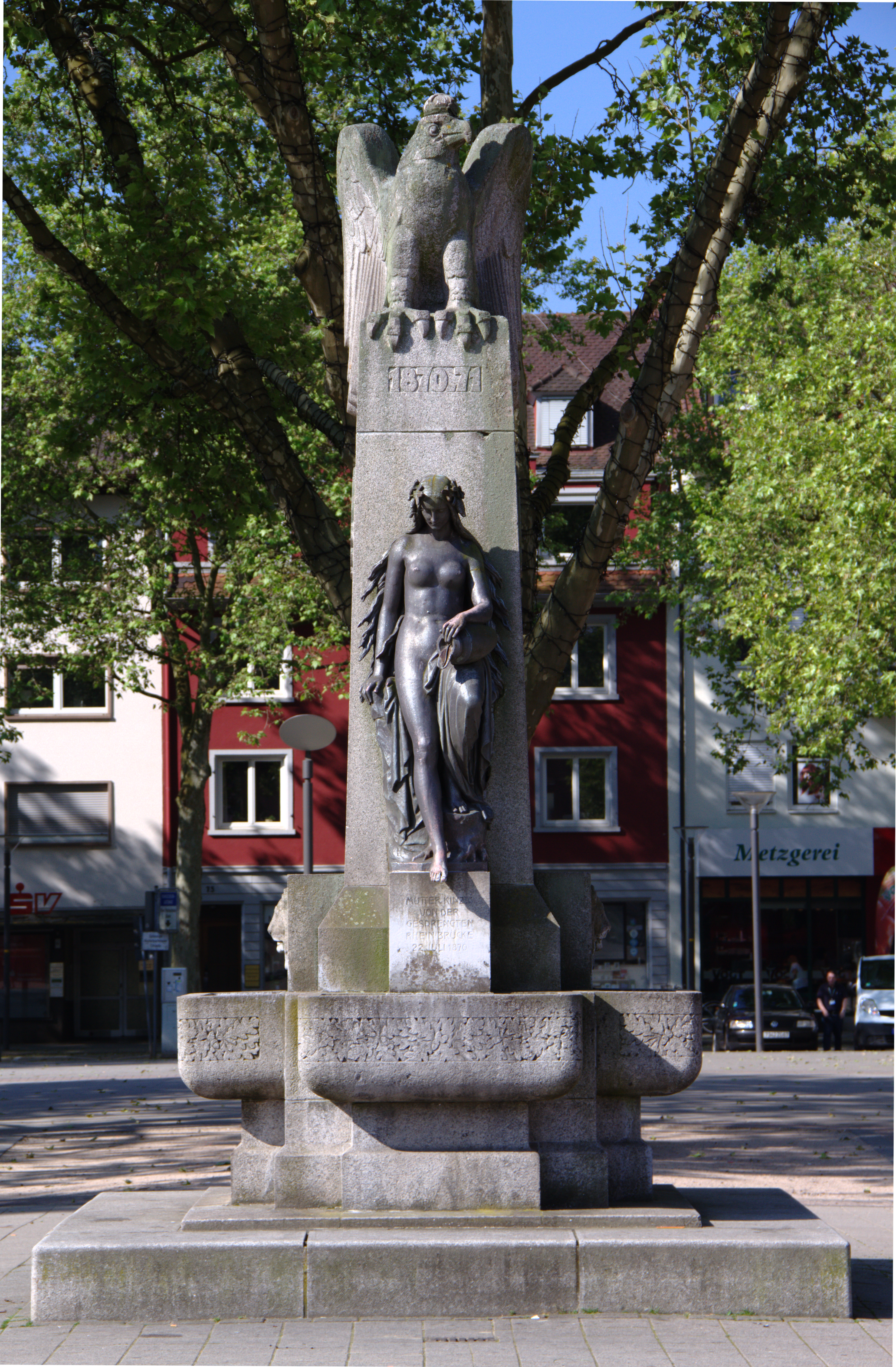
Kriegerdenkmal am Kehler Marktplatz mit Mutter Kinzig

Die Mutter Kinzig ist eine Eisengussfigur des Bildhauers Franz Xaver Reich (1815–1881) aus Hüfingen, die seit 1905 auf dem Marktplatz in Kehl in ein Denkmal an den Deutsch-Französischen Krieg 1870/71 integriert ist. Sie stellt das weibliche Pendant zum Vater Rhein dar, eine Personifikation des Rheins, in den die Kinzig in der Nähe von Kehl mündet.

## Geschichte
Die Mutter Kinzig dekorierte zunächst die erste Eisenbahnbrücke über den Rhein zwischen Kehl und Straßburg, die 1861 eröffnet wurde. Auf dem 17 Meter hohen Eingangsportal der Kehler Seite stand sie im oberen Turmgeschoss einer Eisengussfigur von Vater Rhein gegenüber, die vom Konstanzer Bildhauer Hans Baur geschaffen worden war. Auf dem Eingangsportal der Straßburger Seite standen sich entsprechend Figuren von »Mère Jll« (Mutter Jll) und »Père Rhin« gegenüber. Die Anordnung der Figuren folgte der Königsgalerie in französischen Kathedralen. Sie sollten die Eintracht zwischen den beiden Ländern demonstrieren, die Brücke wurde dementsprechend auch »Eintrachtsbrücke« genannt.
Im Zuge des Deutsch-Französischen Kriegs wurde das Portal der deutschen Seite am 22. Juli 1870 gesprengt, dabei versanken die beiden Statuen im Rhein. Bei Baggerarbeiten im Jahre 1897 wurde die Figur der Mutter Kinzig zufällig im Rhein wiedergefunden. Die Statue des Vater Rhein ist bis heute verschollen.
Im Jahre 1905 wurde auf dem Kehler Marktplatz, vor dem ehemaligen Rathaus der Stadt Kehl, ein Kriegerdenkmal mit der Mutter Kinzig-Skulptur im Vordergrund aufgestellt. Das Kriegerdenkmal erinnert an die Gefallenen des Deutsch-Französischen Kriegs. Die Figur überstand in den beiden Weltkriegen nur knapp dem Einschmelzen.
Der Kehler Gemeinderat beschloss 2011, die Mutter Kinzig im Rahmen der Umgestaltung des Kehler Marktplatzes mehr zur Geltung zu bringen. Am 9. Mai 2015 wurden am Sockel des Kriegerdenkmals neue, nachts von unten beleuchtete Erläuterungstafeln vom Kehler Oberbürgermeister Toni Vetrano eingeweiht.